# Нойдёрфль
Нойдёрфль (нем. Neudörfl) — ярмарка (нем. Marktgemeinde) в Австрии, в федеральной земле Бургенланд. 
Входит в состав округа Маттерсбург.  Население составляет 4262 человека (на 31 декабря 2005 года). Занимает площадь 9, км². Официальный код  —  10607.

## Политическая ситуация
Бургомистр коммуны — Дитер Пош (СДПА) по результатам выборов 2007 года.
Совет представителей коммуны (нем. Gemeinderat) состоит из 25 мест.
- СДПА занимает 13 мест.
- Партия PRON занимает 8 мест.
- АНП занимает 2 места.
- АПС занимает 1 место.
- Зелёные занимают 1 место.